# George Campbell
George Herrold Campbell (1. února 1878 – 4. listopadu 1972 Orangeville, Kanada) byl kanadský hráč lakrosu a člen týmu, který v roce 1908 na olympijských hrách v Londýně vybojoval zlaté medaile.